# Badminton-Nationalliga A 2004/05
Die Badminton-Nationalliga A der Saison 2004/2005 als höchste Spielklasse im Badminton in der Schweiz zur Ermittlung des nationalen Mannschaftsmeisters bestand aus einer Vorrunde im Modus Jeder gegen jeden und anschliessenden Play-off-Spielen. Meister wurde Team Basel.

## Vorrunde
| Platz | Team                  | Punkte | Spiele | +/- | Sätze   | +/- | Partien |
| ----- | --------------------- | ------ | ------ | --- | ------- | --- | ------- |
| 1     | Union Tafers-Fribourg | 47     | 87:25  | 62  | 178:66  | 112 | 14      |
| 2     | BV Team Basel         | 42     | 79:33  | 46  | 169:78  | 91  | 14      |
| 3     | BC La Chaux-de-Fonds  | 38     | 77:35  | 42  | 162:81  | 81  | 14      |
| 4     | BC Adliswil           | 32     | 61:51  | 10  | 134:117 | 17  | 14      |
| 5     | BC Adligenswil        | 22     | 44:68  | −24 | 107:150 | −43 | 14      |
| 6     | BC Uzwil              | 17     | 38:74  | −36 | 97:160  | −63 | 14      |
| 7     | BC Bulle              | 14     | 31:81  | −50 | 73:169  | −96 | 14      |
| 8     | BC Genève             | 12     | 31:81  | −50 | 72:171  | −99 | 14      |

## Halbfinale
- Union Tafers-Fribourg – BC Adliswil: 5:3, 8:0
- BV Team Basel – BC La Chaux-de-Fonds: 6:2, 6:2

## Finale
- BV Team Basel – Union Tafers-Fribourg: 4:4, 6:2